# Bhivándi
Bhivándi (maráthi nyelven: भिवंडी, angolul: Bhiwandi) város Indiában, Mahárástra szövetségi államban, Mumbai központjától kb. 50 km-re ÉK-re, Thána városától kb. 15 km-re ÉK-re. 
Lakossága 711 ezer fő volt 2011-ben. A lakosság mintegy 56%-a hindu, 44%-a muszlim, a maradék buddhista, keresztény. 
Az állam egyik textilipari központja. 

## Fordítás
Ez a szócikk részben vagy egészben  a   Bhiwandi című angol Wikipédia-szócikk fordításán alapul.  Az eredeti cikk szerkesztőit annak laptörténete sorolja fel. Ez a jelzés csupán a megfogalmazás eredetét és a szerzői jogokat jelzi, nem szolgál a cikkben szereplő információk forrásmegjelöléseként.